# Seksueel consent
In menselijke seksualiteit is seksueel consent of simpelweg consent of instemming, een akkoord tussen alle betrokkenen over het verrichten en/of ondergaan van een bepaalde seksuele handeling en over de wijze waarop dat gebeurt. Zolang er geen expliciete wederzijdse instemming is, verbaal of non-verbaal, worden de seksuele handelingen beschouwd als seksueel grensoverschrijdend gedrag of seksueel geweld (variërend van aanranding tot verkrachting). Zonder expliciete toestemming bestaat het risico van miscommunicatie, waarbij iemands gedrag door de ander onterecht wordt geïnterpreteerd als uiting van instemming.
In moderne tijden is er een maatschappelijke consensus ontstaan dat wederzijdse instemming van alle betrokkenen nodig is om over te gaan op seksuele handelingen, die in toenemende mate in zedenwetgeving wordt vastgelegd. In maatschappelijke debatten lopen de meningen uiteen over hoe expliciet instemming dient te worden geuit, welke signalen het beste kunnen worden gebruikt om instemming te geven, welke signalen als 'instemming' mogen worden geïnterpreteerd en of het 'al te' expliciet geven van instemming de emotionele spanning van seks zou 'bederven'. Er zijn omstandigheden waaronder instemming als ongeldig kan of moet worden beschouwd, namelijk als de instemming niet vrijwillig wordt gegeven maar onder dwang (intimidatie of afpersing), of op basis van onjuiste informatie (misleiding, oplichting, manipulatie), of in een staat van sterk verminderd bewustzijn en handelingsbekwaamheid (bijvoorbeeld door verregaande vermoeidheid, gebruik van alcohol of andere verdovende middelen, inclusief drogering).
Tevens speelt de vraag in hoeverre de overheid zich via wetgeving, handhaving en onderwijs met deze kwestie bezig dient te houden om het seksuele gedrag van burgers in goede banen te leiden. De meeste rechtsstelsels omarmen het principe dat mensen onder een bepaalde leeftijd (meestal 14 tot 18) überhaupt niet in staat zijn om instemming te geven omdat zij nog niet volwassen genoeg worden geacht om een dergelijke verantwoordelijkheid te kunnen dragen.
Sinds de tweede feministische golf van de jaren 1970 is in de meeste landen ter wereld de opvatting dominant geworden dat een huwelijkscontract geen vorm van permanent seksueel consent is; derhalve is verkrachting binnen het huwelijk in de 50 jaar daarna in de meeste landen erkend als een mensenrechtenschending en dus strafbaar gesteld. Sinds eind jaren 1990 zijn er nieuwe modellen van seksueel consent voorgesteld. Met name de popularisering van het concept "ja is ja" (bevestigend consent) in plaats van "nee is nee" (dat een grijs gebied creëerde waarin niks werd gezegd) was een belangrijke ontwikkeling. Hall (1998) definieerde consent als volgt: "de vrijwillige goedkeuring van wat er wordt gedaan of voorgesteld door een ander; toestemming; overeenstemming in mening of gevoel." Hickman en Muehlenhard (1999) stelden dat consent "vrijwillige verbale of non-verbale communicatie van een gevoel van bereidheid" om seksuele handelingen te verrichten zou moeten zijn. Bevestigend consent kan nog steeds beperkt zijn omdat de onderliggende individuele omstandigheden omtrent de instemming niet altijd kunnen worden erkend middels het "ja is ja"-model of het "nee is nee"-model.

## Etymologie
Seksueel consent wordt ook wel met de woorden instemming, toestemming, wederzijdse instemming of wederzijds goedvinden aangeduid. De Nederlandse termen '(wederzijdse) instemming' en 'toestemming' komen, net zoals bijvoorbeeld de Friese woorden ynstimming en tastimming en de Duitse woorden Einstimmung en Zustimmung, uit het Proto-Germaans. Ze betekenen letterlijk met je 'stem' (door te praten met woorden) aangeven dat je ergens 'in' meegaat of iets 'toe'laat. Het woord 'consent' is in de Nederlandse taal voor het eerst aangetroffen in de 13e eeuw (1254 of 1266) en stamt via het Oudfranse woord consente af van het Latijnse werkwoord cōnsentīre, dat "het eens zijn" of "overeenstemmen" betekent (cōn- is "samen" en sentīre is "voelen", dus letterlijk "samen voelen" of "hetzelfde (erover) voelen"). Het leenwerkwoord consenteren (vroeger ook gespeld als consenteeren) betekent 'toestemming geven voor, zich akkoord verklaren met, instemmen met (nog in de toekomst liggende) handelingen, gebeurtenissen, situaties.' Het verwante woord consensus betekent "overeenstemming van gevoelens" en is in de 17e eeuw via het Engels in het Nederlands geïntroduceerd. Door de Nederlandse kolonisatie van Oost-Indië (1602–1949) is het Nederlandse woord 'consent' ook in verschillende Maleise talen terechtgekomen zoals het Javaans (kongsèn) en het Ambonees (konsèn).

## Elementen van consent

### Morele en juridische perspectieven
In de wetenschappelijke literatuur zijn definities van en rondom consent en hoe dit gecommuniceerd dient te worden tegenstrijdig, beperkt of zonder consensus gebleken. Volgens James Roffee, criminoloog aan de Monash-universiteit, dienen juridische definities van consent universeel te zijn om verwarring in rechterlijke uitspraken te voorkomen. Hij toonde ook aan dat de morele notie van instemming niet altijd overeenkomst met het juridisch concept. Zo zouden volwassen broers of zussen of andere familieleden vrijwillig een relatie met elkaar kunnen beginnen, maar incest, wat in sommige jurisdicties ook onder meerderjarigen een zedenmisdrijf is. Roffee betoogt dat bepaald taalgebruik in wetgeving de lezer misleidt om dergelijke familiale seksuele relaties als immoreel en crimineel te beschouwen, zelfs als alle betrokken partijen ermee hebben ingestemd. Om vergelijkbare redenen zouden sommige minderjarigen bij volle bewustzijn en uit vrije wil ervoor kunnen kiezen om een seksuele relatie aan te gaan, hoewel de wet dit als niet legitiem beschouwt. Hoewel het noodzakelijk is om seksuele meerderjarigheid wettelijk vast te leggen, staat zo'n wettelijke leeftijd niet toe om verschillende niveaus van bewustzijn en volwassenheid te erkennen. Deze voorbeelden illustreren hoe morele en juridische perspectieven niet altijd overeenkomen.
Sommige individuen kunnen feitelijk geen instemming verlenen. Andere mensen, bijvoorbeeld minderjarige of door alcohol of andere drugs bedwelmde personen, worden ook moreel en/of juridisch geacht geen volledige of geïnformeerde toestemming te kunnen geven, zelfs als ze verbaal wel toestemming kunnen uiten. Mensen kunnen ook instemmen met ongewenste seksuele handelingen, dat wil zeggen: iemand heeft eigenlijk niet zo'n zin in seks, maar om de ander (meestal hun vaste partner) een plezier te doen stemt hen er toch mee in; waar precies de grens ligt tussen vrijwilligheid en dwang in dit soort gevallen is echter omstreden.

### Impliciet en expliciet
Impliciete instemming (Engels: implied consent) is instemming die niet uitdrukkelijk door een persoon wordt verleend, maar eerder impliciet wordt verleend door het handelen van een persoon en de feiten en omstandigheden van een bepaalde situatie (of in sommige gevallen door het stilzwijgen of nalaten van een persoon). In Canada is impliciete instemming in 1999 door het Hooggerechtshof van Canada ongeldig verklaard in de zaak R v Ewanchuk; het hof oordeelde dat consent expliciet moet zijn en niet alleen maar impliciet. In Canada kan een persoon ook op ieder gewenst moment hun consent weer intrekken. In de Verenigde Staten kan de verdachte de rechtbank er wellicht van overtuigen dat de klager op de een of andere manier impliciet instemming verleende. Verschillende handelingen kunnen door de rechtbank worden geïnterpreteerd als impliciet consent: het hebben van een eerdere relatie met de vermeende verkrachter (zoals bevriend zijn, daten, samenwonen of getrouwd zijn), in eerdere gevallen ingestemd hebben met seksueel contact, flirten, of het dragen van "uitdagende" kleding.

### Verbaal versus non-verbaal

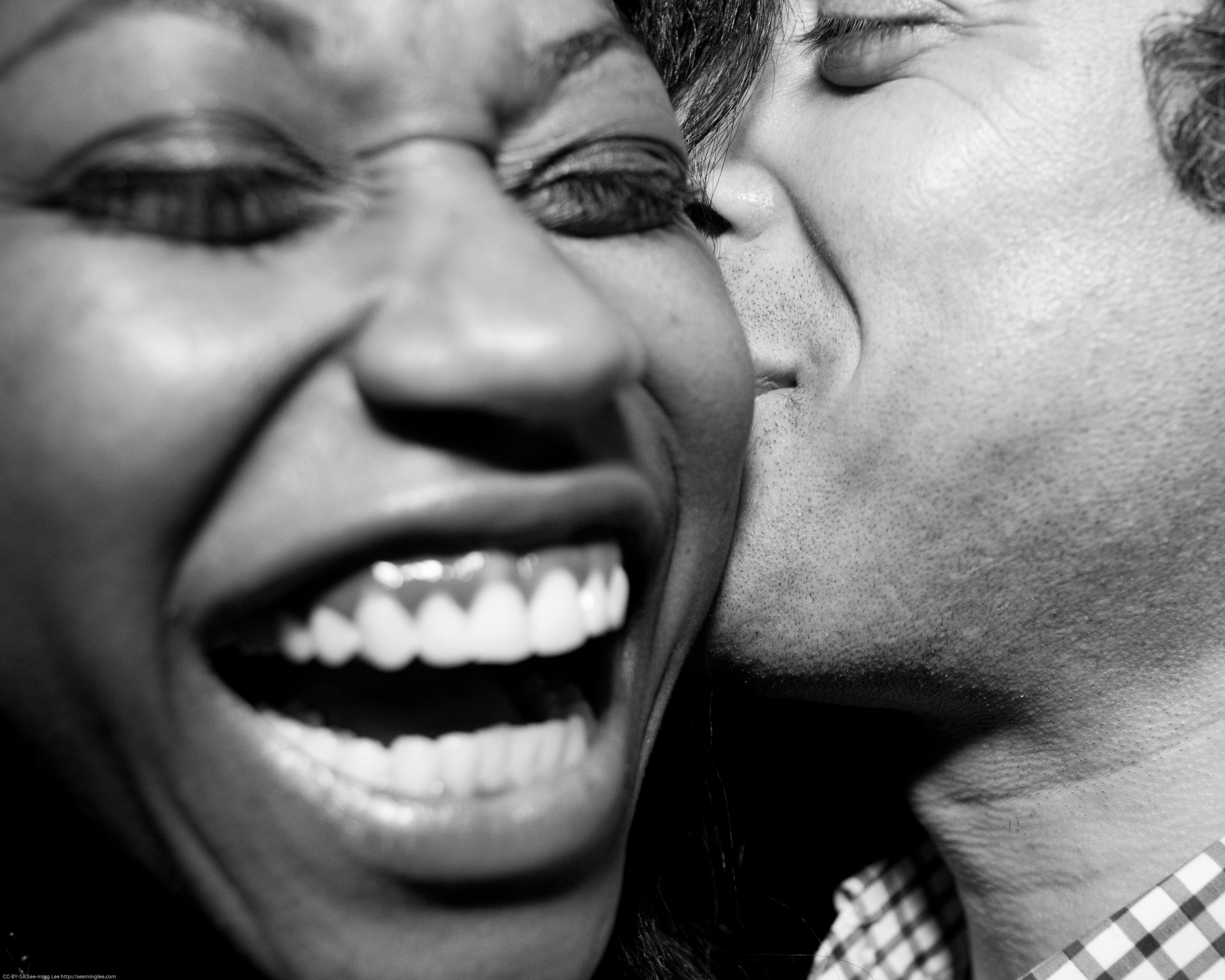
Hoewel meningen verdeeld zijn over of non-verbale hints tellen als consent, is het volgens sommige regels toegestaan om consent te vragen en/of geven middels non-verbale communicatie.

Consent kan verbaal of non-verbaal zijn of een mengeling tussen beide, afhankelijk van wat voor beleid en wetgeving er wordt gehanteerd. Volgens Bustle-schrijver Kae Burdo is de regel dat "alleen verbaal consent telt" te beperkend omdat het geen rekening houdt met mensen die alleen maar non-verbaal instemming kunnen geven, zoals mensen met handicaps of mensen in bdsm-gemeenschappen. The New York Times meldde in 2015 dat mannen meestal non-verbale indicaties gebruiken om te interpreteren of de ander instemt (61% zei consent waar te nemen door de lichaamstaal van een partner), maar vrouwen wachten meestal tot een partner hen verbaal vraagt om seks te hebben voordat ze consent aangeven (slechts 10% zei dat ze middels lichaamstaal hun instemming kenbaar maakten), een verschillende benadering die kan leiden tot verwarring in seksuele interacties tussen heteroseksuele stellen. Onder andere Dartmouth College hanteert daarom een consentbeleid dat bepaalt dat communicatie in intieme interacties weliswaar vaak gebeurt met non-verbale hints zoals glimlachen, het hoofd knikken en de ander aanraken, maar verklaart voegt daaraan toe: "...lichaamstaal is vaak niet genoeg" omdat het interpreteren van lichaamstaal vaak fout gaat, dus de beste optie is het gebruik van "expliciete verbale communicatie".
Studentendecaan Mary Spellman van Claremont McKenna College zei in 2014 dat bij haar universiteit zowel verbaal of non-verbaal consent is toegestaan, waarbij non-verbaal consent wordt afgelezen aan of de ander "actief deelneemt", aanrakingen beantwoordt met het aanraken van de een of de een aanmoedigt; kortom, hints die aangeven dat een "persoon een actieve deelnemer is in wat er ook maar gebeurt".
Winona Dimeo-Ediger schreef in 2017 voor de Daily Dot dat verbaal consent is het beste is omdat beide deelnemers duidelijk kunnen aangeven wat ze willen, vragen stellen en opheldering bewerkstelligen; daarentegen is non-verbaal consent vaak niet zo duidelijk, omdat mensen "verschillende opvattingen hebben over gebaren, "vibes" en non-verbale hints", wat leidt tot "dubbelzinnigheid en onbegrip". Psycholoog en neurowetenschapper Lisa Feldman Barrett zei dat in de context van seksueel consent "beweging van je gezicht en lichaam geen taal zijn" waarop deelnemers kunnen vertrouwen, omdat het menselijk "brein altijd aan het gokken is" hoe glimlachen en expressies moeten worden opgevat; als zodanig "zijn gezichtsuitdrukkingen zeer slechte indicaties van instemming, afwijzing en emoties in het algemeen" en ze zijn "geen vervanging van woorden."

### Leeftijd
Seksueel minderjarigen zijn mensen die nog niet de leeftijd hebben bereikt waarop ze volgens de wet van een bepaald jurisdictie worden geacht in staat te zijn om op een geldige wijze in te stemmen met seks. Onder deze leeftijd worden mensen wilsonbekwaam geacht om de gevolgen van seksuele handelingen te overzien en daarom wil de wet hen beschermen. Als een volwassene seksuele handelingen uitvoert met een seksueel minderjarige wordt dat daarom per definitie gezien als seksueel geweld dat strafbaar is. De wet neemt dan aan dat de meerderjarige de dader is en de seksueel minderjarige het slachtoffer. De leeftijd waarop men seksueel meerderjarig wordt en wettelijk seksueel consent kan geven varieert per jurisdictie, hoewel het meestal tussen 14 en 18 jaar is. Wetten kunnen ook afwijken qua soort seksuele handeling, het geslacht van de deelnemers of andere omstandigheden, bijvoorbeeld als een van de betrokkenen een bepaalde machtspositie heeft over de ander en daar misbruik van zou kunnen maken. Sommige jurisdicties hebben ook uitzonderingen voor seksueel minderjarigen die seks met elkaar hebben (in de Verenigde Staten "Romeo and Juliet laws" genoemd) in plaats van één vaste leeftijd voor iedereen.
Volgens jurist Jennifer A. Drobac van de Universiteit van Indiana zouden jongvolwassenen van 16 tot 21 jaar oud alleen maar in staat moeten worden gesteld om 'goedkeuring' (in plaats van 'consent') te geven met een aanzienlijk ouder persoon, maar "met de optie om op ieder moment die goedkeuring weer in te trekken".

### Mentale beperkingen of omstandigheden
Personen met de ziekte van Alzheimer of vergelijkbare mentale beperkingen zijn soms niet in staat om wettelijk in te stemmen met seksuele relaties, zelfs niet met hun echtgenoot. In de staat New York beschouwt de wet het niet als consent als mensen een lichamelijke beperking hebben waardoor ze niet in staat zijn om te communiceren dat ze niet instemmen, ofwel door gebruik van woorden of fysiek of als ze een mentale ziekte of omstandigheid hebben waardoor ze de seksuele handeling niet kunnen begrijpen. In South Carolina kan iemand 10 jaar celstraf krijgen als die seks heeft met een persoon die verstandelijk beperkt is of zich niet kan bewegen. Hoogleraar recht Deborah Denno (1997) betoogde dat mensen met bepaalde mentale beperkingen seksueel consent zouden moeten kunnen geven, want "...daar hebben ze recht op en onnodig brede en moralistische inperkingen schenden dat recht".

### Bewusteloos of onder invloed
In sommige jurisdicties worden mensen die slapen, bewusteloos zijn of onder invloed van alcohol of andere drugs verkeren geacht niet in staat te zijn tot consent.
Het Hooggerechtshof van Canada bepaalde in 2011 in de zaak-R v JA dat iemand die slaapt of bewusteloos is niet in staat is om in te stemmen met seks. Voorts zegt de Canadese wet dat onder invloed zijn van bepaalde stoffen een factor is die beslist of een persoon wettelijk consent kan geven voor seksuele handelingen. Maar de mate waarin iemand zodanig onder invloed is dat consent onmogelijk wordt varieert naargelang de omstandigheden, afhankelijk van onder andere hoezeer de persoon onder invloed is en of hen de alcohol of drugs vrijwillig heeft geconsumeerd. Het Hooggerechtshof van Canada concludeerde in 2017 dat als een persoon zodanig dronken is dat hen het bewustzijn verliest, hen niet meer in staat is tot instemmen met seks. Anderzijds bepaalde het Hof echter dat een dronken persoon die nog bij bewustzijn is nog steeds kan instemmen met seks. Deze uitspraak veroorzaakte enige opschudding, maar een juridisch expert verklaarde dat "een dronken consent nog steeds een consent is" volgens de Canadese wet.
Volgens de zedenwetten van de staat Michigan is het een misdrijf om seks te hebben met een "mentaal onbekwaam geraakt" (mentally incapacitated) persoon die zijn eigen gedrag niet beheerst en (derhalve) niet kan instemmen.

### Verlamming
Ongewenste seksuele avances van de ene persoon kunnen leiden tot een zeer sterkte stress-reactie bij de andere persoon. De hersenen kunnen in een reflex reageren door een vecht-, vlucht- of bevriesreactie (Engels: fight, flight or freeze) als automatische overlevingsstrategie. Bij de derde reactie, 'bevriezing' of 'verlamming' kan die persoon zich niet meer bewegen en ook niets zeggen. Omdat dit fenomeen ongeveer 70% van alle slachtoffers van seksueel geweld overkomt, is dit een belangrijke reden om te eisen dat de initiatiefnemer niet doorgaat met seksuele handelingen tot de andere persoon 'nee' zegt of zich anderszins tegen de seksuele avances verzet (omdat verlamde personen dat niet kunnen), maar om de initiatiefnemer te verplichten om consent te vragen en zich van seksuele handelingen te onthouden zolang de ander niet eerst duidelijk en enthousiast verbaal of non-verbaal heeft ingestemd met seks.

### Oplichting en bedrog
Seksuele ervaringen waarbij een van beide partijen oplichting of bedrog gebruikt om instemming van de andere partij te verkrijgen kunnen non-consensueel zijn. Als A instemt om seks te hebben met B, maar B heeft gelogen over een belangrijke kwestie, dan heeft A geen volledig geïnformeerde toestemming gegeven. Bedrog kan over allerlei valse uitspraken gaan over bijvoorbeeld anticonceptiegebruik, leeftijd, geslacht, of men single/ongetrouwd is of niet, religie of beroep, of men volgens tests seksueel overdraagbare aandoeningen heeft of niet, liegen of de eigen identiteit (bijvoorbeeld zich voordoen als de partner van de ander) of de ander oplichten dat de seksuele handeling een soort medische procedure is. Voorbeelden zijn onder meer een man in Californië die de slaapkamer van een 18-jarige vrouw inglipte net nadat haar vriendje de slaapkamer had verlaten, zodat zij dacht dat hij haar vriendje was; een man in Israël die loog tegen een vrouw dat hij een piloot en een arts was om seks met haar te hebben; en een Amerikaanse man die beweerde dat hij een NFL-footballspeler was om daarmee anderen in bed te krijgen.
Alexandra Sims schreef in 2016 dat de Britse Sexual Offences Act trans mensen verplicht stelt om hun partners te informeren over hun gendergeschiedenis als onderdeel van de vereisten waaraan mensen moeten voldoen om geïnformeerd consent te kunnen geven om seks te mogen hebben. Transactivist Sophie Cook stelde dat de wet de rechten en privacy van trans mensen schond.

## Wetgeving

Wereldoverzicht van wetten inzake seksueel geweld.
Consent-based wetgeving; huwelijkse verkrachting illegaal
Coercion-based wetgeving; huwelijkse verkrachting illegaal
Consent-based wetgeving, maar huwelijkse verkrachting legaal
Coercion-based wetgeving en huwelijkse verkrachting legaal
Gemengde wetgeving; verkrachting zonder dwang lichtere misdaad; huwelijkse verkrachting illegaal
Coercion-based inzake vaginale seks, consent-based inzake anale en orale seks; huwelijkse verkrachting illegaal

In de rechtsfilosofie zijn er twee hoofdmodellen voor wetgeving tegen verkrachting en andere vormen van seksueel geweld:
1. Het coercion-based model (gebaseerd op dwang) 'vereist dat de seksuele handeling moet zijn verricht door middel van dwang, geweld, fysieke kracht of het dreigement van geweld of fysieke kracht om als verkrachting te kunnen worden beschouwd';[43]
2. Het consent-based model (gebaseerd op instemming) 'vereist dat, om een handeling als verkrachting te kunnen beschouwen, er een seksuele handeling moet hebben plaatsgevonden waarmee de ander niet heeft ingestemd'.[43]

Het belangrijkste voordeel aan het coercion-based model is dat dit model het moeilijk maakt om iemand valselijk van verkrachting of aanranding te beschuldigen en daarom een degelijke bescherming biedt voor de juridische positie en sociale reputatie van verdachten die onschuldig zijn. Het consent-based model wordt daarom bepleit als een beter alternatief voor een sterkere juridische bescherming van slachtoffers en om een grotere verantwoordelijkheid te leggen bij potentiële daders om, voorafgaand aan het hebben van seks, actief te verifiëren of falsifiëren of een potentieel slachtoffer daadwerkelijk instemt met het hebben van seks of niet, en zich ervan te onthouden zolang er geen instemming is gegeven.
Anno 2018 was er een groeiende consensus in het internationaal recht dat het consent-based model de voorkeur verdient. Dit is onder meer bepleit door het CEDAW-Comité, het UN Handbook for Legislation on Violence against Women, het Internationaal Strafhof in Den Haag en de Istanbul-Conventie.:8, 10–11 Er was echter op internationaal vlak nog geen overeenstemming over een juridische definitie van wat seksuele instemming precies is; in mensenrechteninstrumenten ontbraken dergelijke definities nog.:10 Regel 70 van de Rules of Procedure and Evidence (gepubliceerd in 2002) van het Internationaal Strafhof (dat zich bezighoudt met militaire conflicten tussen staten) geeft wel een overzicht van ongeldige manieren die verdachten kunnen proberen te gebruiken om te beweren dat zij seksuele instemming hadden verkregen.:24–25
In 2003 bepaalde het Europees Hof voor de Rechten van de Mens (EHRM) dat alle 47 lidstaten van de Raad van Europa een consent-based aanpak dienden te hanteren in gevallen van seksueel geweld op grond van Artikel 3 en 8 van het Europees Verdrag voor de Rechten van de Mens (EVRM); dit was het resultaat van zijn uitspraak in de rechtszaak van M.C. tegen Bulgarije. Het Protocol bij het Afrikaans Handvest over mensen- en volkenrechten over de rechten van de vrouw in Afrika (Maputo-Protocol) werd in 2003 aangenomen door de Afrikaanse Unie (AU). Dit protocol, dat in 2005 in werking trad, erkende 'ongewilde seks' apart van 'gedwongen seks' als een vorm van geweld tegen vrouwen die effectief verboden dient te worden door alle 55 lidstaten van de Afrikaanse Unie.
In de rechtszaak van de Miguel Castro-Castrogevangenis tegen Peru (2006), die van toepassing was op alle 35 lidstaten van de Organisatie van Amerikaanse Staten, verklaarde het Inter-Amerikaans Hof voor de Rechten van de Mens het volgende: 'In lijn met de internationale jurisprudentie en inachtnemend wat er is bepaald in het Verdrag [van Belém do Pará] Inzake de Preventie, Bestraffing en Uitbanning van Geweld tegen Vrouwen, oordeelt het Hof dat seksueel geweld bestaat uit handelingen van seksuele aard die worden gepleegd tegen een persoon zonder diens instemming (...)'.
De Istanbul-Conventie uit 2011 (volledige naam: 'Verdrag van de Raad van Europa inzake het voorkomen en bestrijden van geweld tegen vrouwen en huiselijk geweld') bevat een consent-based definitie van seksueel geweld in Artikel 36.:6 Dit bepaalt dat alle deelnemende staten die de Conventie hebben geratificeerd hun wetgeving dienen aan te passen van een coercion-based naar een consent-based model als ze dat nog niet hebben.:9
In juni 2020 meldde de Zweedse Landraad voor Misdaadpreventie (Bra) dat het aantal verkrachtingsveroordelingen was toegenomen van 190 in 2017 tot 333 in 2019, een stijging van 75% nadat Zweden een consent-based definitie van verkrachting had aangenomen in mei 2018. Bra was aangenaam verrast door deze beter dan verwachte impact en gaf als commentaar: 'Dit heeft geleid tot meer gerechtigheid voor verkrachtingsslachtoffers.' Men sprak de hoop uit dat het de sociale mentaliteit ten aanzien van seks zou verbeteren.